# National Hockey League 2007/2008
National Hockey League 2007/2008 var den 90:e säsongen av NHL, där samtliga 30 lag spelade 82 grundseriesmatcher innan det avgjorts vilka 16 lag som gick vidare till slutspelet. Grundserien spelades under perioden 29 september 2007 till 6 april 2008. Slutspelet om Stanley Cup var avgjort den 4 juni 2008 då Detroit Red Wings tog sin elfte titel genom finalseger över Pittsburgh Penguins med 4-2 i matcher. Svensken Nicklas Lidström blev också historisk som den första icke nordamerikanske lagkapten som fått lyfta Stanley-Cup bucklan.
Den 1 mars 2007 meddelade NHL officiellt att den reguljära säsongen skulle börja den 29 september 2007, med dubbelmöte i The 02 i London. Det blev första gången som tävlingsmatcher i NHL spelades i Europa. I båda matcherna möttes Anaheim Ducks och Los Angeles Kings. Mike Cammalleri, Los Angeles, gjorde säsongens första mål då Los Angeles premiärslog Anaheim med 4-1. Då lagen möttes igen dagen därpå vann Anaheim med 4-1.
Aleksandr Ovetjkin, Washington Capitals, vann poängligan på 112 poäng (65 mål + 47 assist).
Den 56:e upplagan av NHL:s All Star-match spelades i Philips Arena i Atlanta den 27 januari 2008.

## Ligaaffärer
Denna säsongen introducerdes nya matchtröjor från Reebok som skall användas av samtliga lag i NHL där lagen valfritt kan välja färger och placera sin logotyp på. Detta innebar att Buffalo, Tampa Bay, Vancouver, Washington, Ottawa, San Jose och Columbus fick byta sina logotyper.
Den 17 september 2007 meddelade NHL att den 1 januari 2008 skulle matchen mellan Buffalo Sabres och Pittsburgh Penguins spelas på en utomhusrink på Ralph Wilson Stadium i Buffalo, en match som Pittsburgh Penguins vann med 2-1 efter straffläggning inför 71 217 åskådare medan snö föll. Det var första gången en NHL-tävlingsmatch spelades på utomhusrink i USA. I Kanada hade det skett en gång tidigare då Edmonton Oilers och Montreal Canadiens spelade på Commonwealth Stadium i Edmonton den 22 november 2003.
New Jersey Devils började spela i sin nya anläggning Prudential Center i Newark, New Jersey. Dock fick man inleda säsongen med nio bortamatcher, då nya anläggningen Prudential Center inte står helt klar vid säsongspremiären utan kunde invigas först den 25 oktober 2007.
I matcherna mellan de olika konferenserna så får lagen i Northeast Division åka och möta lagen i Pacific Division; lagen i Pacific Division får åka och möta lagen i Atlantic Division; lagen i Atlantic Division får åka och möta lagen i Northwest Division; lagen i Northwest Division får åka och möta lagen i Southeast Division; lagen i Southeast får åka och möta lagen i Central Division och lagen i Central Division sluter cirkeln då de får åka och möta lagen i Northeast Division.
2007 års Stanley Cup-finalister Anaheim Ducks och Ottawa Senators möts första gången för denna säsong den 3 mars 2008 i Anaheim.
I april 2008 införde NHL Sean Avery-regeln som ska hindra spelare från att störa målvakterna.

## Grundserien

### Eastern Conference
Not: SM = Spelade matcher, V = Vunna, F = Förlorade, ÖTF = Övertidsförlust, GM = Gjorda mål, IM = Insläppta mål, Pts = Poäng, MSK = Målskillnad
- Lag i GRÖN färg till slutspel.
- Lag i RÖD färg har spelat klart för säsongen.

Lagen som kvalificerade sig för slutspel förutom de fyra divisionsvinnarna var de tolv lag (sex i varje konferens) som hade mest poäng i grundserien.
| Atlantic Division   | SM | V  | F  | ÖTF | GM  | IM  | Pts | MSK |
| ------------------- | -- | -- | -- | --- | --- | --- | --- | --- |
| Pittsburgh Penguins | 82 | 47 | 27 | 8   | 247 | 216 | 102 | +31 |
| New Jersey Devils   | 82 | 46 | 29 | 7   | 206 | 197 | 99  | +9  |
| New York Rangers    | 82 | 42 | 27 | 13  | 213 | 199 | 97  | +14 |
| Philadelphia Flyers | 82 | 42 | 29 | 11  | 248 | 233 | 95  | +15 |
| New York Islanders  | 82 | 35 | 38 | 9   | 194 | 243 | 79  | -49 |

| Northeast Division  | SM | V  | F  | ÖTF | GM  | IM  | Pts | MSK |
| ------------------- | -- | -- | -- | --- | --- | --- | --- | --- |
| Montreal Canadiens  | 82 | 47 | 25 | 10  | 262 | 222 | 104 | +40 |
| Ottawa Senators     | 82 | 43 | 31 | 8   | 261 | 247 | 94  | +14 |
| Boston Bruins       | 82 | 41 | 29 | 12  | 212 | 222 | 94  | -10 |
| Buffalo Sabres      | 82 | 39 | 31 | 12  | 255 | 242 | 90  | +13 |
| Toronto Maple Leafs | 82 | 36 | 35 | 11  | 231 | 260 | 83  | -29 |

| Southeast Division  | SM | V  | F  | ÖTF | GM  | IM  | Pts | MSK |
| ------------------- | -- | -- | -- | --- | --- | --- | --- | --- |
| Washington Capitals | 82 | 43 | 31 | 8   | 242 | 231 | 94  | +11 |
| Carolina Hurricanes | 82 | 43 | 33 | 6   | 252 | 249 | 92  | +3  |
| Florida Panthers    | 82 | 38 | 35 | 9   | 216 | 226 | 85  | -10 |
| Atlanta Thrashers   | 82 | 34 | 40 | 8   | 216 | 272 | 76  | -56 |
| Tampa Bay Lightning | 82 | 31 | 42 | 9   | 223 | 267 | 71  | -44 |

### Western Conference
| Central Division      | SM | V  | F  | ÖTF | GM  | IM  | Pts | MSK |
| --------------------- | -- | -- | -- | --- | --- | --- | --- | --- |
| Detroit Red Wings     | 82 | 54 | 21 | 7   | 257 | 184 | 115 | +73 |
| Nashville Predators   | 82 | 41 | 32 | 9   | 230 | 229 | 91  | +1  |
| Chicago Blackhawks    | 82 | 40 | 34 | 8   | 239 | 235 | 88  | +4  |
| Columbus Blue Jackets | 82 | 34 | 36 | 12  | 193 | 218 | 80  | -25 |
| St. Louis Blues       | 82 | 33 | 36 | 13  | 205 | 237 | 79  | -32 |

| Northwest Division | SM | V  | F  | ÖTF | GM  | IM  | Pts | MSK |
| ------------------ | -- | -- | -- | --- | --- | --- | --- | --- |
| Minnesota Wild     | 82 | 44 | 28 | 10  | 223 | 218 | 98  | +5  |
| Colorado Avalanche | 82 | 44 | 31 | 7   | 231 | 219 | 95  | +12 |
| Calgary Flames     | 82 | 42 | 30 | 10  | 229 | 227 | 94  | +2  |
| Edmonton Oilers    | 82 | 41 | 35 | 6   | 235 | 251 | 88  | -16 |
| Vancouver Canucks  | 82 | 39 | 33 | 10  | 213 | 215 | 88  | -2  |

| Pacific Division  | SM | V  | F  | ÖTF | GM  | IM  | Pts | MSK |
| ----------------- | -- | -- | -- | --- | --- | --- | --- | --- |
| San Jose Sharks   | 82 | 49 | 23 | 10  | 222 | 193 | 108 | +29 |
| Anaheim Ducks     | 82 | 47 | 27 | 8   | 205 | 191 | 102 | +14 |
| Dallas Stars      | 82 | 45 | 30 | 7   | 242 | 207 | 97  | +35 |
| Phoenix Coyotes   | 82 | 38 | 37 | 7   | 214 | 231 | 83  | -17 |
| Los Angeles Kings | 82 | 32 | 43 | 7   | 231 | 266 | 71  | -35 |

### System
Vid vinst (oavsett om den kommit efter full tid, sudden death eller straffläggning) ges det två poäng. Vid förlust ges det noll poäng, såvida den inte kommer efter sudden death eller straffläggning, då det ges en poäng för förlusten. Det bästa laget i varje division går vidare till slutspel samt de 5 lag som placerar sig högst i var sin Conference (exklusive lagen som vunnit sin division). Detta ger totalt ytterligare tio lag, vilket totalt innebär att 16 lag spelar i slutspelet. Om två lag hamnar på samma poäng avgörs placering i division och om de går vidare till slutspel av följande faktorer (i fallande ordning):
1. Antalet matcher spelade: det lag som spelast minst antal matcher placerar sig högst. Detta går såklart endast att applicera under säsongen och inte för att besluta vilka lag som går vidare till slutspel.
2. Antalet vunna matcher: det lag som vunnit flest antal matcher placerar sig högst.
3. Antalet poäng lagen emellan: det lag som tagit flest poäng i de matcher som spelats mellan lagen i fråga placerar sig högst.
4. Målskillnaden: det lag med bäst målskillnad (differensen mellan antalet gjorda mål och antalet insläppta mål) placerar sig högst.

## Poängligan
Not: SM = Spelade matcher, M = Mål, A = Assists, Pts = Poäng, +/- = Plus/Minus, PIM = Utvisningsminuter
| Spelare            | Lag                 | SM | M  | A  | Pts | +/– | PIM |
| ------------------ | ------------------- | -- | -- | -- | --- | --- | --- |
| Aleksandr Ovetjkin | Washington Capitals | 82 | 65 | 47 | 112 | +28 | 40  |
| Jevgenij Malkin    | Pittsburgh Penguins | 82 | 47 | 59 | 106 | +16 | 78  |
| Jarome Iginla      | Calgary Flames      | 82 | 50 | 48 | 98  | +27 | 83  |
| Pavel Datsiuk      | Detroit Red Wings   | 82 | 31 | 66 | 97  | +41 | 20  |
| Joe Thornton       | San Jose Sharks     | 82 | 29 | 67 | 96  | +18 | 59  |
| Henrik Zetterberg  | Detroit Red Wings   | 75 | 43 | 49 | 92  | +30 | 34  |
| Vincent Lecavalier | Tampa Bay Lightning | 81 | 40 | 52 | 92  | -17 | 89  |
| Jason Spezza       | Ottawa Senators     | 76 | 34 | 58 | 92  | +26 | 66  |
| Daniel Alfredsson  | Ottawa Senators     | 70 | 40 | 49 | 89  | +15 | 34  |
| Ilja Kovaltjuk     | Atlanta Thrashers   | 79 | 52 | 35 | 87  | -12 | 52  |

## Målvaktsligan
GP = Spelade matcher; TOI = Istid (minuter); W = Vinster; L = Förluster; OT = Övertid/straff förlust; GA = Goals Against; SO = Hållna nollor; Sv% = Räddnings procent; GAA = Goals Against Average
| Spelare                | Lag               | GP | TOI   | W  | L  | OT | GA  | SO | Sv%  | GAA  |
| ---------------------- | ----------------- | -- | ----- | -- | -- | -- | --- | -- | ---- | ---- |
| Chris Osgood           | Detroit Red Wings | 43 | 2,408 | 27 | 9  | 4  | 84  | 4  | .914 | 2.09 |
| Dominik Hašek          | Detroit Red Wings | 41 | 2,350 | 27 | 10 | 3  | 84  | 5  | .902 | 2.14 |
| Jean-Sébastien Giguère | Anaheim Ducks     | 58 | 3,310 | 35 | 17 | 6  | 117 | 4  | .922 | 2.12 |
| Martin Brodeur         | New Jersey Devils | 77 | 4,635 | 44 | 27 | 6  | 168 | 4  | .920 | 2.17 |
| Jevgenij Nabokov       | San Jose Sharks   | 77 | 4,560 | 46 | 21 | 8  | 163 | 6  | .910 | 2.14 |

## Slutspelet

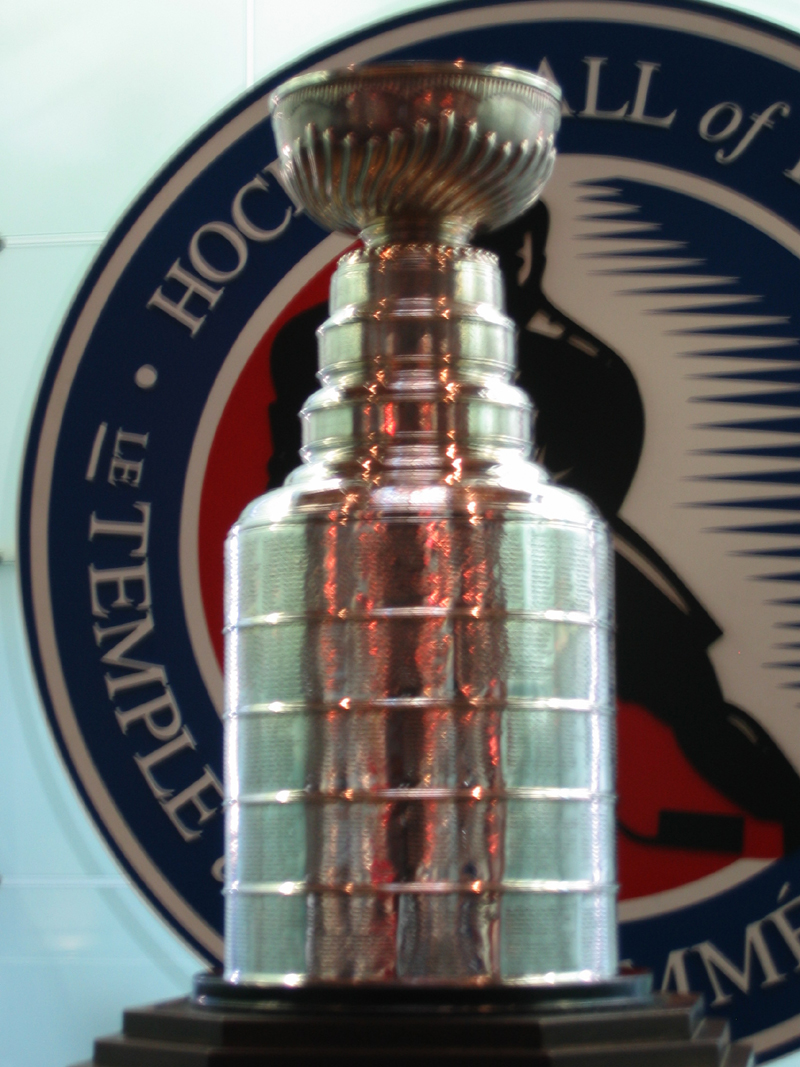
The Stanley Cup

16 lag gör upp om Stanley Cup. Samtliga matchserier avgörs i bäst av sju matcher.
|  | Kvartsfinaler inom konferensen | Kvartsfinaler inom konferensen        | Kvartsfinaler inom konferensen |   |                     | Semifinaler inom konferensen | Semifinaler inom konferensen | Semifinaler inom konferensen |                   |                   | Finaler inom konferensen | Finaler inom konferensen | Finaler inom konferensen |  |  | Stanley Cup-finalen | Stanley Cup-finalen | Stanley Cup-finalen |
|  |                                |                                       |                                |   |                     |                              |                              |                              |                   |                   |                          |                          |                          |  |  |                     |                     |                     |
|  | 1                              | Montreal Canadiens                    | 4                              |   |                     | 1                            | Montreal Canadiens           | 1                            |                   |                   |                          |                          |                          |  |  |                     |                     |                     |
|  | 8                              | Boston Bruins                         | 3                              |   |                     | 6                            | Philadelphia Flyers          | 4                            |                   |                   |                          |                          |                          |  |  |                     |                     |                     |
|  |                                |                                       |                                |   |                     |                              |                              |                              |                   |                   |                          |                          |                          |  |  |                     |                     |                     |
|  | 2                              | Pittsburgh Penguins                   | 4                              |   |                     |                              |                              |                              | Östra konferensen | Östra konferensen | Östra konferensen        | Östra konferensen        | Östra konferensen        |  |  |                     |                     |                     |
|  | 2                              | Pittsburgh Penguins                   | 4                              |   |                     |                              |                              |                              | Östra konferensen | Östra konferensen | Östra konferensen        | Östra konferensen        | Östra konferensen        |  |  |                     |                     |                     |
|  | 7                              | Ottawa Senators                       | 0                              |   |                     |                              |                              |                              |                   |                   |                          |                          |                          |  |  |                     |                     |                     |
|  | 7                              | Ottawa Senators                       | 0                              |   |                     |                              |                              |                              |                   | 6                 | Philadelphia Flyers      | 1                        |                          |  |  |                     |                     |                     |
|  |                                |                                       |                                |   |                     |                              |                              |                              |                   | 6                 | Philadelphia Flyers      | 1                        |                          |  |  |                     |                     |                     |
|  |                                | 2                                     | Pittsburgh Penguins            | 4 |                     |                              |                              |                              |                   |                   |                          |                          |                          |  |  |                     |                     |                     |
|  | 3                              | 2                                     | Pittsburgh Penguins            | 4 | Washington Capitals | 3                            |                              |                              |                   |                   |                          |                          |                          |  |  |                     |                     |                     |
|  | 3                              |                                       |                                |   | Washington Capitals | 3                            |                              |                              |                   |                   |                          |                          |                          |  |  |                     |                     |                     |
|  | 6                              | Philadelphia Flyers                   | 4                              |   |                     |                              |                              |                              |                   |                   |                          |                          |                          |  |  |                     |                     |                     |
|  | 6                              | Philadelphia Flyers                   | 4                              |   |                     |                              |                              |                              |                   |                   |                          |                          |                          |  |  |                     |                     |                     |
|  |                                |                                       |                                |   |                     |                              |                              |                              |                   |                   |                          |                          |                          |  |  |                     |                     |                     |
|  |                                |                                       |                                |   |                     |                              |                              |                              |                   |                   |                          |                          |                          |  |  |                     |                     |                     |
|  | 4                              | New Jersey Devils                     | 1                              |   | 2                   | Pittsburgh Penguins          | 4                            |                              |                   |                   |                          |                          |                          |  |  |                     |                     |                     |
|  | 4                              | New Jersey Devils                     | 1                              |   | 2                   | Pittsburgh Penguins          | 4                            |                              |                   |                   |                          |                          |                          |  |  |                     |                     |                     |
|  | 5                              | New York Rangers                      | 4                              |   |                     | 5                            | New York Rangers             | 1                            |                   |                   |                          |                          |                          |  |  |                     |                     |                     |
|  | 5                              | New York Rangers                      | 4                              |   |                     |                              |                              |                              |                   | E2                | Pittsburgh Penguins      | 2                        |                          |  |  |                     |                     |                     |
|  |                                | (Lagen omseedas efter kvartfinalerna) |                                |   |                     |                              |                              |                              |                   | E2                | Pittsburgh Penguins      | 2                        |                          |  |  |                     |                     |                     |
|  |                                | W1                                    | Detroit Red Wings              | 4 |                     |                              |                              |                              |                   |                   |                          |                          |                          |  |  |                     |                     |                     |
|  | 1                              | W1                                    | Detroit Red Wings              | 4 | Detroit Red Wings   | 4                            |                              |                              | 1                 | Detroit Red Wings | 4                        |                          |                          |  |  |                     |                     |                     |
|  | 1                              |                                       |                                |   | Detroit Red Wings   | 4                            |                              |                              | 1                 | Detroit Red Wings | 4                        |                          |                          |  |  |                     |                     |                     |
|  | 8                              | Nashville Predators                   | 2                              |   |                     | 6                            | Colorado Avalanche           | 0                            |                   |                   |                          |                          |                          |  |  |                     |                     |                     |
|  | 8                              | Nashville Predators                   | 2                              |   |                     | 6                            | Colorado Avalanche           | 0                            |                   |                   |                          |                          |                          |  |  |                     |                     |                     |
|  |                                |                                       |                                |   |                     |                              |                              |                              |                   |                   |                          |                          |                          |  |  |                     |                     |                     |
|  | 2                              | San Jose Sharks                       | 4                              |   |                     |                              |                              |                              |                   |                   |                          |                          |                          |  |  |                     |                     |                     |
|  | 2                              | San Jose Sharks                       | 4                              |   |                     |                              |                              |                              |                   |                   |                          |                          |                          |  |  |                     |                     |                     |
|  | 7                              | Calgary Flames                        | 3                              |   |                     |                              |                              |                              |                   |                   |                          |                          |                          |  |  |                     |                     |                     |
|  | 7                              | Calgary Flames                        | 3                              |   |                     |                              |                              |                              | 1                 | Detroit Red Wings | 4                        |                          |                          |  |  |                     |                     |                     |
|  |                                |                                       |                                |   |                     |                              |                              |                              | 1                 | Detroit Red Wings | 4                        |                          |                          |  |  |                     |                     |                     |
|  |                                | 5                                     | Dallas Stars                   | 2 |                     |                              |                              |                              |                   |                   |                          |                          |                          |  |  |                     |                     |                     |
|  | 3                              | 5                                     | Dallas Stars                   | 2 | Minnesota Wild      | 2                            |                              |                              |                   |                   |                          |                          |                          |  |  |                     |                     |                     |
|  | 3                              |                                       |                                |   | Minnesota Wild      | 2                            |                              |                              |                   |                   |                          |                          |                          |  |  |                     |                     |                     |
|  | 6                              | Colorado Avalanche                    | 4                              |   |                     |                              |                              |                              |                   |                   | Västra konferensen       | Västra konferensen       | Västra konferensen       |  |  |                     |                     |                     |
|  | 6                              | Colorado Avalanche                    | 4                              |   |                     |                              |                              |                              |                   |                   | Västra konferensen       | Västra konferensen       | Västra konferensen       |  |  |                     |                     |                     |
|  |                                |                                       |                                |   |                     |                              |                              |                              |                   |                   |                          |                          |                          |  |  |                     |                     |                     |
|  | 4                              | Anaheim Ducks                         | 2                              |   | 2                   | San Jose Sharks              | 2                            |                              |                   |                   |                          |                          |                          |  |  |                     |                     |                     |
|  | 4                              | Anaheim Ducks                         | 2                              |   | 2                   | San Jose Sharks              | 2                            |                              |                   |                   |                          |                          |                          |  |  |                     |                     |                     |
|  | 5                              | Dallas Stars                          | 4                              |   |                     | 5                            | Dallas Stars                 | 4                            |                   |                   |                          |                          |                          |  |  |                     |                     |                     |

### Stanley Cup-finalen
Detroit Red Wings vs. Pittsburgh Penguins
Detroit Red Wings vann finalserien med 4-2 i matcher
Detroit Red Wings vann sin elfte Stanley Cup titel. Nicklas Lidström blev den förste europeiske lagkaptenen som fick lyfta Stanley cup-pokalen. Henrik Zetterberg utsågs till slutspelets mest värdefulle spelare. Och tre spelare blev i och med vinsten medlemmar i Trippelguldklubben Henrik Zetterberg, Niklas Kronwall och Mikael Samuelsson alla vann VM och OS med Tre kronor 2006.

## Poängligan slutspelet
Not: SM = Spelade matcher, M = Mål, A = Assists, Pts = Poäng
| Spelare           | Lag          | SM | M  | A  | Pts |
| ----------------- | ------------ | -- | -- | -- | --- |
| Henrik Zetterberg | Detroit      | 22 | 13 | 14 | 27  |
| Sidney Crosby     | Pittsburgh   | 20 | 6  | 21 | 27  |
| Marián Hossa      | Pittsburgh   | 20 | 12 | 14 | 26  |
| Pavel Datsiuk     | Detroit      | 22 | 10 | 13 | 23  |
| Jevgenij Malkin   | Pittsburgh   | 20 | 10 | 12 | 22  |
| Johan Franzén     | Detroit      | 16 | 13 | 5  | 18  |
| Mike Ribeiro      | Dallas       | 18 | 3  | 14 | 17  |
| Daniel Briere     | Philadelphia | 17 | 9  | 7  | 16  |
| Ryan Malone       | Pittsburgh   | 20 | 6  | 10 | 16  |

## Debutanter
Några kända debutanter under säsongen:
- Nicklas Bäckström, Washington Capitals
- Sam Gagner, Edmonton Oilers
- Claude Giroux, Philadelphia Flyers
- Patrick Kane, Chicago Blackhawks
- Carey Price, Montreal Canadiens
- Jonathan Toews, Chicago Blackhawks
- Kris Versteeg, Chicago Blackhawks

## Sista matchen
Bland de som gjorde sin sista säsongen i NHL märks:
- Stu Barnes, Dallas Stars
- Luc Bourdon, Vancouver Canucks (dog i en motorcykelolycka)
- Peter Forsberg, Colorado Avalanche
- Dominik Hašek, Detroit Red Wings
- Derian Hatcher, Philadelphia Flyers
- Jaromír Jágr, New York Rangers (comeback i Philadelphia Flyers säsongen 2011-2012)
- Sami Kapanen, Philadelphia Flyers
- Trevor Linden, Vancouver Canucks
- Mattias Norström, Dallas Stars

## NHL awards
| 2007–2008 NHL awards              | 2007–2008 NHL awards                                   |
| --------------------------------- | ------------------------------------------------------ |
| Presidents' Trophy:               | Detroit Red Wings                                      |
| Prince of Wales Trophy:           | Pittsburgh Penguins                                    |
| Clarence S. Campbell Bowl:        | Detroit Red Wings                                      |
| Art Ross Trophy:                  | Aleksandr Ovetjkin, Washington Capitals                |
| Bill Masterton Memorial Trophy:   | Jason Blake, Toronto Maple Leafs                       |
| Calder Memorial Trophy:           | Patrick Kane, Chicago Black Hawks                      |
| Conn Smythe Trophy:               | Henrik Zetterberg, Detroit Red Wings                   |
| Frank J. Selke Trophy:            | Pavel Datsiuk, Detroit Red Wings                       |
| Hart Memorial Trophy:             | Aleksandr Ovetjkin, Washington Capitals                |
| Jack Adams Award:                 | Bruce Boudreau, Washington Capitals                    |
| James Norris Memorial Trophy:     | Nicklas Lidström, Detroit Red Wings                    |
| King Clancy Memorial Trophy:      | Vincent Lecavalier, Tampa Bay Lightning                |
| Lady Byng Memorial Trophy:        | Pavel Datsiuk, Detroit Red Wings                       |
| Lester B. Pearson Award:          | Aleksandr Ovetjkin, Washington Capitals                |
| Maurice "Rocket" Richard Trophy:  | Aleksandr Ovetjkin, Washington Capitals                |
| NHL Plus/Minus Award:             | Pavel Datsiuk, Detroit Red Wings                       |
| Roger Crozier Saving Grace Award: | Dan Ellis, Nashville Predators                         |
| Vezina Trophy:                    | Martin Brodeur, New Jersey Devils                      |
| William M. Jennings Trophy:       | Dominik Hašek & Chris Osgood, Detroit Red Wings        |
| Lester Patrick Trophy:            | Brian Burke, Phil Housley, Ted Lindsay, Bob Naegele Jr |
| NHL Lifetime Achievement Award:   | Gordie Howe                                            |

## All-Star
| Första laget                            | Position | Andra laget                          |
| --------------------------------------- | -------- | ------------------------------------ |
| Jevgenij Nabokov, San Jose Sharks       | M        | Martin Brodeur, New Jersey Devils    |
| Nicklas Lidström, Detroit Red Wings     | B        | Brian Campbell, Chicago Black Hawks  |
| Dion Phaneuf, Calgary Flames            | B        | Zdeno Chára, Boston Bruins           |
| Jevgenij Malkin, Pittsburgh Penguins    | C        | Joe Thornton, San Jose Sharks        |
| Jarome Iginla, Calgary Flames           | HF       | Aleksej Kovaljov, Montreal Canadiens |
| Aleksandr Ovetjkin, Washington Capitals | VF       | Henrik Zetterberg, Detroit Red Wings |